# 분노 작전
분노 작전(영어: Operation Anger)은 제2차 세계 대전의 막바지인 1945년 4월에 아른험을 점령하기 위한 군사 작전이다. 이 작전은 또한 제2차 아른험 전투(영어: Second Battle of Arnhem ) 또는 아른험 해방(영어: Liberation of Arnhem)으로도 알려져 있다. 이 작전은 제1캐나다군의 네덜란드 해방의 일환으로 영국 제49보병사단이 지휘했으며, 제5캐나다기갑사단의 기갑부대, 영국 공군의 공습, 영국 해군의 보트 등의 지원을 받았다.
서방 연합군은 1944년 9월 마켓 가든 작전 당시 처음으로 아른험을 해방시키려고 했다. 그러나 형편없는 계획, 예상치 못한 독일 기갑 부대의 존재, 지상군의 지연된 진격으로 제1영국공수사단이 패배하고 아른험 남쪽에서 새로운 전선이 형성되었다. 캐나다 제1군이 네덜란드로 진격하는 부대들을 연결하는 방법을 모색함에 따라 아른험을 점령할 새로운 계획이 1945년에 시작되었지만 4월이 되어서야 아른험 해방에 대해 확실한 가능성이 보였다. 제2캐나다군단이 제1캐나다군단의 동쪽 강둑을 확보하고 북쪽으로 진격한 후, 제1캐나다군단은 아른험을 공격할 준비를 했다.
작전은 1945년 4월 12일에 시작되었고 제49사단의 3개 보병 여단이 아른험을 향해 교대전진하며 작전을 수행했다. 4월16일 아른험은 완전히 연합군의 통제하에 있었고, 캐나다군은 네덜란드 북쪽으로 진격했다. 전투가 끝난 지 2주도 채 되지 않았을 때 독일군은 휴전했고, 5월 5일 네덜란드의 독일군 최고 사령관은 캐나다 육군에 항복했다. 3일 후 독일은 무조건 항복했고, 유럽에서의 전쟁은 끝이 났다.

## 배경

### 제1차 아른험 전투
1944년 9월, 연합군은 지크프리드 방어선 주변으로 진격하여 루르로 가는 길을 열기 위해 마켓 가든 작전을 개시했다. 영국 제1공수사단은 아른험에 상륙하여 시가지 및 주변 마을과 시골에서 9일간 전투를 벌였으나 영국 제2군이 아른험까지 제때 진격하지 못해 제1공수사단은 상당한 피해를 입었다. 연합군이 네더라인 남쪽으로 철수한 후, 전선은 겨울 동안 "네이메헌과 아른험 사이의 폴더에서 고정되었다.
아른험과 오스테르베크의 주민들은 독일의 난민을 돕기 위해 조직적으로 가치 있는 모든 것을 약탈당한 뒤 거주지에서 쫓겨났다. 여러 지역에 흩어진 이주지들은 이후 연합군의 진격에 저항하기 위해 강력한 방어 진지로 바뀌었다. 독일군은 영국군이 확보하고자 노력했던 아른험 도교를 1944년 10월 연합군의 폭격 이후 사용하지 않았다. 아른험은 겨울 동안 연합군에 의해 광범위하게 포격을 받았고, 심지어 독일이 발사한 V-2 로켓의 타격을 받기도 했다. 연합군의 9월 진격을 돕기 위해 네덜란드 철도 노동자들의 파업에 대한 보복으로 독일은 모든 내륙 화물 이동을 금지했다. 이것은 네덜란드 북부에서 재배되는 음식이 네덜란드 남부와 서부에 도달하는 것을 막았고 기근의 겨울에 네덜란드 인구 중 수천 명의 죽음을 초래했다.

### 연합군의 네더라인 도하
1945년 2월, 연합군은 마켓 가든 작전 동안 점령한 땅에서 동쪽의 독일을 직접 공격하는 베리터블 작전과 그레나데 작전을 시작했다. 이 작전들은 이후 플런더 작전과 바시티 작전을 위한 초석을 마련했고, 연합군은 아른험보다 더 상류에 위치한 지역에서 라인강을 건넜다. 제21집단군은 독일 북서부로 빠르게 진격했다. 영국 제21집단군이 서쪽으로 진격하는 동안, 해리 크레러 장군의 캐나다 제1군은 네덜란드를 해방시키는 임무를 부여받았다.
캐나다 육군은 1944년 11월 네이메헌 돌출부에 대한 통제권을 처음 인수했을 때 라인강 하류를 건너는 작전을 계획하라는 지시를 받았지만, 1944년 겨울 이후 베리터블 작전을 위한 자원 할당으로 인해 계획이 지연되었다. 하지만 베리티블 작전 이후, 크레러는 라인강을 건너오는 동안 아른험을 점령하고 에미리히로 가는 길을 여는 것의 이점을 보았다. 분노 작전으로 알려진 도시 점령 계획의 초안은 1945년 2월 플런더 작전의 보조 작전으로 작성되었지만, 그 때 도착한 제1캐나다군단의 사령관 찰스 폴크스 중장은 라인강을 건넌 이후에 아른험에 대한 작전을 시작하는 것이 안전하다고 생각했고, 이에 따라 분노 작전은 보류되었다.

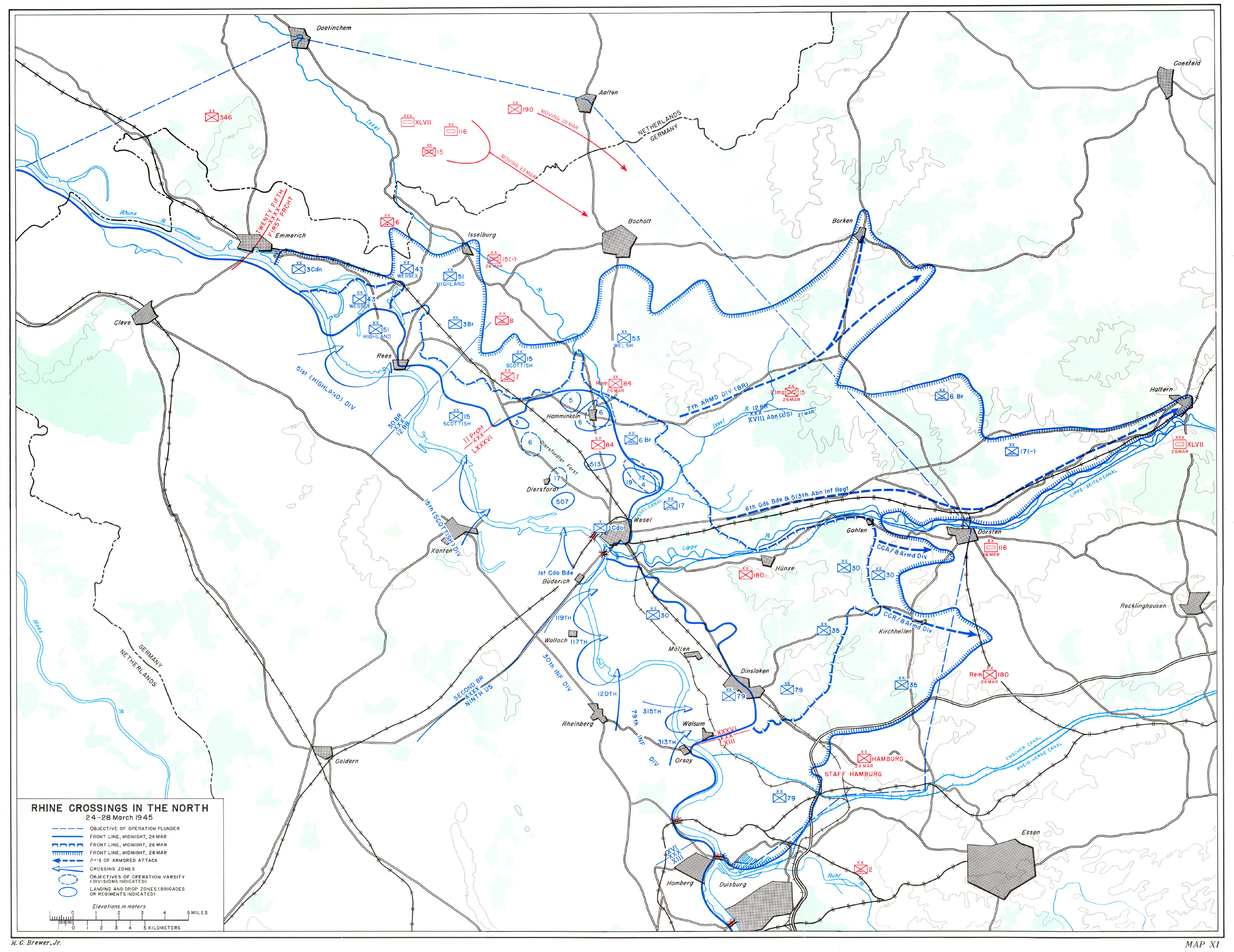
1945년 3월 24일부터 28일까지 라인강 북안에서 이루어진 도하 작전 지도.

플런더 작전 이후 가이 시먼즈 중장이 지휘하는 제2캐나다군단은 서쪽으로 진격하여 에미리히암마인을 점령하고 동쪽의 에이설강에 접근했다. 크레러는 아른험을 점령하고 아른험과 북쪽의 쥣펀 사이의 길을 열 수 있는 기회를 보았고, 두 군단 지휘관에게 그들의 진격을 조정하라고 명령했다. 그러나, 크레러는 에이설강에 더 다리가 놓이기 전에 아른험을 점령하는 것을 경계했다.
3월, 11월부터 네이메헌 돌출부에 있던 제49(웨스트라이딩)사단이 제1캐나다군단의 지휘를 받게 되었다. 4월 2일, 캐나다 부대의 지원을 받은 사단은 디스트로이어 작전으로 폴더를 정리하고, 제2군단이 에이설강의 동쪽 강둑을 정리하는 시점에 조심스럽게 초기 공격을 시작했다. 4월 3일, 제1군단의 부대는 제1군단의 동쪽에 있는 니더라인 강을 건너 아른험 맞은편 베스테르보르트 마을에서 제2군단의 부대를 만났다. 폴더의 나머지 지역은 하루 만에 정리되었고, 연합군은 아른험에 대한 공격에 대비하여 니더라인의 남쪽 둑을 점령했다.
분노 작전의 원래 계획은 상황이 허락한다면 강에 도달하자마자 오스테르베크 근처의 니더라인을 즉시 건너는 것이었다(퀵 앵거 작전). 대신, 독일군의 방어가 너무 강하다고 판단되면, 하류의 렝쿰에 더 잘 준비된 건널목을 만들 수 있었다. 하지만, 크레러는 제2군단이 에이설강을 건너 아펠도른으로 진격하기 전까지는 아른험에 대한 작전이 이루어질 수 없다고 판단했고, 그래서 분노 작전은 아직 진행할 수 없었다. 추가적으로 4월 3일과 4일의 정찰대 순찰을 통해 크레러는 강이 내려다보이는 베스터보우잉 고지의 독일군 감시 초소와 그 위치가 니더라인을 건너는 것을 위험하게 만들 것이라고 판단했다. 영국군은 독일군이 지켜보는 가운데 니더라인 남쪽 둑을 가리는 연막을 만들려는 시도가 있었는데, 이 기술은 플런더 작전의 교두보를 마련하는데 성공한 것으로 그 효과가 입증되었다. 연막은 아른험에서 서쪽으로 16km 떨어진 란트비크 마을에서 강의 남쪽 둑을 따라 아른험 남쪽의 피센까지 확장되었지만, 강풍과 적절한 발화 요소의 부족으로 인해 효과가 떨어졌다. 추가적으로 개척지의 땅이 악화됨에 따라, 폴크스는 다양한 대안을 고려한 후 4월 7일 동쪽에서 에이설강을 가로질러 아른험을 공격해야 한다고 결정했다.

## 준비

### 영국군
제49사단이 베스테르보르트로 이동하고 제2캐나다군단이 북쪽으로 에이설강을 건널 준비를 하는 동안 공격은 불가피하게 지연되었다. 이 조치는 네이메헌 지역과 베스테르보르트 주변의 도로가 교통 체증으로 막히면서 심각한 병참 문제를 야기했다. 병참 지연은 적들이 공격에 대비할 시간을 가질 것이라는 우려를 야기했지만, 영국군에게는 상황을 개선할 군대나 장비가 없었다.
공격은 세 단계로 진행될 계획이었다. 최초의 공격은 영국 제56보병여단이 도시의 동쪽과 남쪽 구역을 정리하기 전에 온타리오 연대의 수륙양용장갑차를 타고 밤에 에이설강을 건너는 것이었다. 2단계에서는 영국 제146보병여단이 전진하여 아른험 북쪽의 고지대를 공격할 예정이었다. 세 번째 단계에서는 영국 제147보병여단이 제56보병여단의 진지를 통해 진격하여 도시 서쪽의 니더라인 고지와 북안을 확보할 예정이었다. 아른험 주변의 고지에서 제5캐나다기갑사단은 아른험을 향해 진격할 예정이었고, 제1군단은 서쪽으로 진격할 예정이었다. 영국군은 제79기갑사단의 처칠 크로커다일 전차와 더불어 몇몇 캐나다 부대를 통솔했다. 제1캐나다보병사단과 제5캐나다기갑사단의 대부분이 지원군에 배치되었고, 머피포스로 알려진 혼성부대가 니더라인 남쪽을 우회할 예정이었다.
라인강 도하는 제509 LCA 함대와 660, 661, 662 LCM 함대를 포함한 영국 해군 상륙함대의 도움을 받을 예정이었다. 영국 육군 복무단 (RASC)은 작전 동안 강을 건널 때 DUKW를 운용했다. 제1군단의 왕립 캐나다 공병대(RCE)는 적이 있는 둑을 점령하는 즉시 4개의 부교 항구(에이설강을 가로질러 2개, 니더라인을 가로질러 2개)를 건조할 예정이었다. 왕립 캐나다 공병대는 또한 상황이 허락하는 대로 조립식 베일리교를 설치할 예정이었다. 다리는 더 상류에 있는 두렌부르크에서 미리 건설되었고 공격 직전에 에이설강에 더 가까이 떠 있었다. 상황이 허락하는 대로 이 다리는 베스테르보르트와 아른험 사이의 지점에 떠 있을 예정이었고, 영국참모진은 기갑부대가 적이 예상하는 것보다 훨씬 빨리 강을 건널 수 있기를 희망했다. 캐나다 선발공병들은 공격 중에 아른험 위에 두꺼운 포병 연막을 설치하고 전투를 강화하면서 니더라인강을 따라 연막을 유지했다. 영국 참모진은 이 연막을 통해 독일군에게 도하 방향을 속일 수 있기를 바랐다.

#### 전투 서열

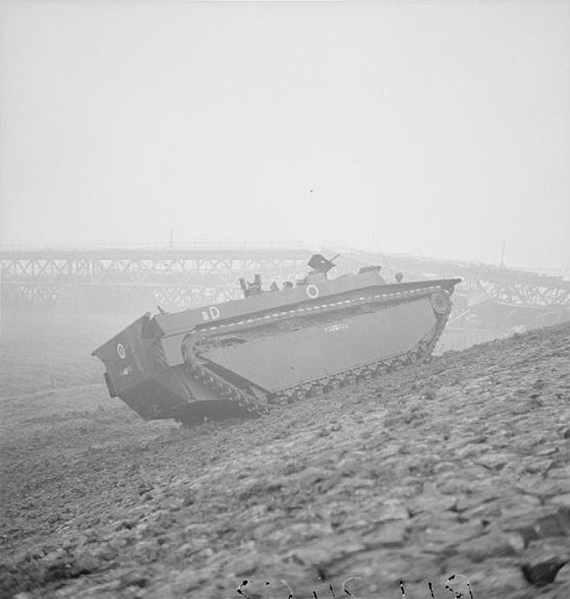
에이설강을 건너는 버팔로 수륙양용장갑차

제49(웨스트라이딩)보병사단: 스튜어트 롤린스 소장
- 제56보병연대
  - 사우스웨일스 보더러즈 제2대대
  - 글로스터셔 연대 제3대대
  - 에식스 연대 제2대대
- 제146보병연대
  - 왕립 링컨셔 연대 제1대대
  - 요크셔 경보병 연대 제1/7대대
  - 요크셔 앤드 랭커스터 연대 할람셔 대대
- 제147보병연대
  - 레스터셔 연대 제1대대
  - 웰링턴 공작 연대 제1/7대대
  - 왕립 스코트 퓨질리어 제11대대

배속 부대
- 제5캐나다 기갑사단
  - 온타리오 연대 (제11기갑연대)
  - 루이스 공주 퓨질리어 제12독립기관총중대
- 제79기갑사단
  - 왕립 공병대 제617공격대

### 독일군
분노 작전 당시 네덜란드 주둔 독일군은 네덜란드 최고사령부의 지도를 받고 있었으며 사령관은 상급대장 요하네스 블라스코비츠였다. 지도부의 명칭 변경이 지상의 부대에게 거의 영향을 미치지 않았지만, 네덜란드 최고사령부는 최근에 홀랜드 요새로 다시 이동했다. 1944년 병력 손실, 임시 캄프그루페(전투단)의 형성 등은 연합군 정보부가 라인 강 북쪽의 독일군의 병력을 측정하는 것을 어렵게 만들었고, 제2차 세계 대전 이후 몇 년 동안 네덜란드 최고사령부의 정확한 병력을 확인하는 것은 어려운 일이었다. 제30군단의 약 10,000명의 병력이 기병대장 필리프 클레펠 장군의 지휘 하에 아른험-아펠도른 지역에 있는 것으로 추정되었다. 제346보병사단, 제858척탄병연대 및 기타 부대가 아른험 지역을 점령하고 있는 것으로 추정되었고, 사단 전투 학교, 낙하산 부대, 네덜란드 SS 등이 이 부대에 포함되었다. 강과 도시의 북쪽과 서쪽 고지에서 제공되는 자연 방어뿐만 아니라, 아른험 자체는 마켓 가든 작전 이후 강력한 방어 진지로 전환되었다. 아른험에 대한 공격이 시작된 바로 1945년 4월 14일, 하인리히 힘러는 모든 도시를 어떤 대가를 치르더라도 방어해야 하며 그렇게 하지 않으면 사형에 처해질 수 있다는 법령을 발표했다.

### 참조주
1. ↑  King, p49
2. 1 2 3 4  Middlebrook, p449
3. ↑  Steer, p135
4. ↑  Whiting, p161
5. 1 2  Evans, p21
6. 1 2 3 4 5 6 7 8  King, p50
7. ↑  Stacey, p564
8. ↑  Stacey, p530
9. ↑  Stacey, p565
10. ↑  Stacey, p541
11. ↑  Stacey, p566
12. 1 2  “Legion Magazine. The Cruelest Month, part 49”. 2003년 9월 1일. 2009년 11월 26일에 원본 문서에서 보존된 문서. 2009년 7월 2일에 확인함.
13. 1 2  Stacey, p567
14. 1 2  Stacey, p568
15. 1 2 3  Stacey, p569
16. 1 2 3  Delaforce, p228
17. 1 2 3  Bond, p57
18. ↑  Whiting, p73
19. ↑  Whiting, p156
20. 1 2 3  Stacey, p570
21. ↑  Stacey, p572
22. ↑  Whiting, p160
23. ↑  Corry, p27
24. ↑  King, p51
25. 1 2 3 4 5  Stacey, p571
26. ↑  Howcroft, p314
27. ↑  Stacey, p607
28. ↑  Corry, p15
29. ↑  Corry, p16
30. ↑  Delaforce, p232
31. ↑  Corry, p17

### 참고 문헌
- Bond, James (1999). “The Fog of War: Large-Scale Smoke Screening Operations of the First Canadian army in Northwest Europe 1944–1945” (PDF). 《Canadian Military History》 8 (1): 41–58. 2012년 3월 6일에 원본 문서에서 보존된 문서.
- Corry, Lieutenant G.D; Oglesby, Major R.B (1950년 10월 17일). “Report No 39: Operations of 1 Canadian Corps in North-West Europe, 15 March – 5 May 1945”. National Defence and the Canadian Forces, Army Headquarters Reports 1948–1959. 2011년 7월 19일에 원본 문서에서 보존된 문서. 2009년 7월 5일에 확인함.
- Delaforce, Patrick (2003) [First published in 1995]. 《The Polar Bears, Monty's Left Flank: From Normandy to the Relief of Holland with the 49th Division》. Sutton Publishing. ISBN 0-7509-3194-9.
- Evans, Martin (1998). 《The Battle for Arnhem》. Pitkin. ISBN 0-85372-888-7.
- Howcroft, Ivor (1999). “From Beachead to Bridgehead: The Royal Navy's Role in the Amphibious Assault Across the Rhine, Spring 1945”. 《The Mariner's Mirror》 85 (3): 308–319. doi:10.1080/00253359.1999.10656752.
- King, Sanchez (2001–2002). “Operation Anger: The Little Known Canadian Victory at Arnhem in 1945” (PDF). 《The Army Doctrine and Training Bulletin》 4 (4): 49–53. 2012년 3월 5일에 원본 문서 (PDF)에서 보존된 문서. 2009년 7월 2일에 확인함.
- Middlebrook, Martin (1994). 《Arnhem 1944: The Airborne Battle》. Viking. ISBN 0-670-83546-3.
- Stacey, Colonel Charles Perry (1960). “Official History of the Canadian Army in the Second World War: Volume III. The Victory Campaign: The operations in North-West Europe 1944–1945”. The Queen's Printer and Controller of Stationery Ottawa. 2009년 7월 14일에 원본 문서에서 보존된 문서.
- Steer, Frank (2003). 《Battleground Europe – Market Garden. Arnhem – The Bridge》. Leo Cooper. ISBN 0-85052-939-5.
- Waddy, John (2001) [First published in 1999]. 《A Tour of the Arnhem Battlefields》. Pen & Sword Books Limited. ISBN 0-85052-571-3.
- Whiting, Charles (1985). 《Bounce the Rhine: The Greatest Airborne Operation in History》. Leo Cooper/Secker & Warburg Ltd. ISBN 0-436-57400-4.